# Acacia terminalis
Espèce
Acacia terminalis est une espèce de plantes à fleurs de la famille Fabaceae. C'est un arbuste de 6 m de haut du sud-est de l'Australie.

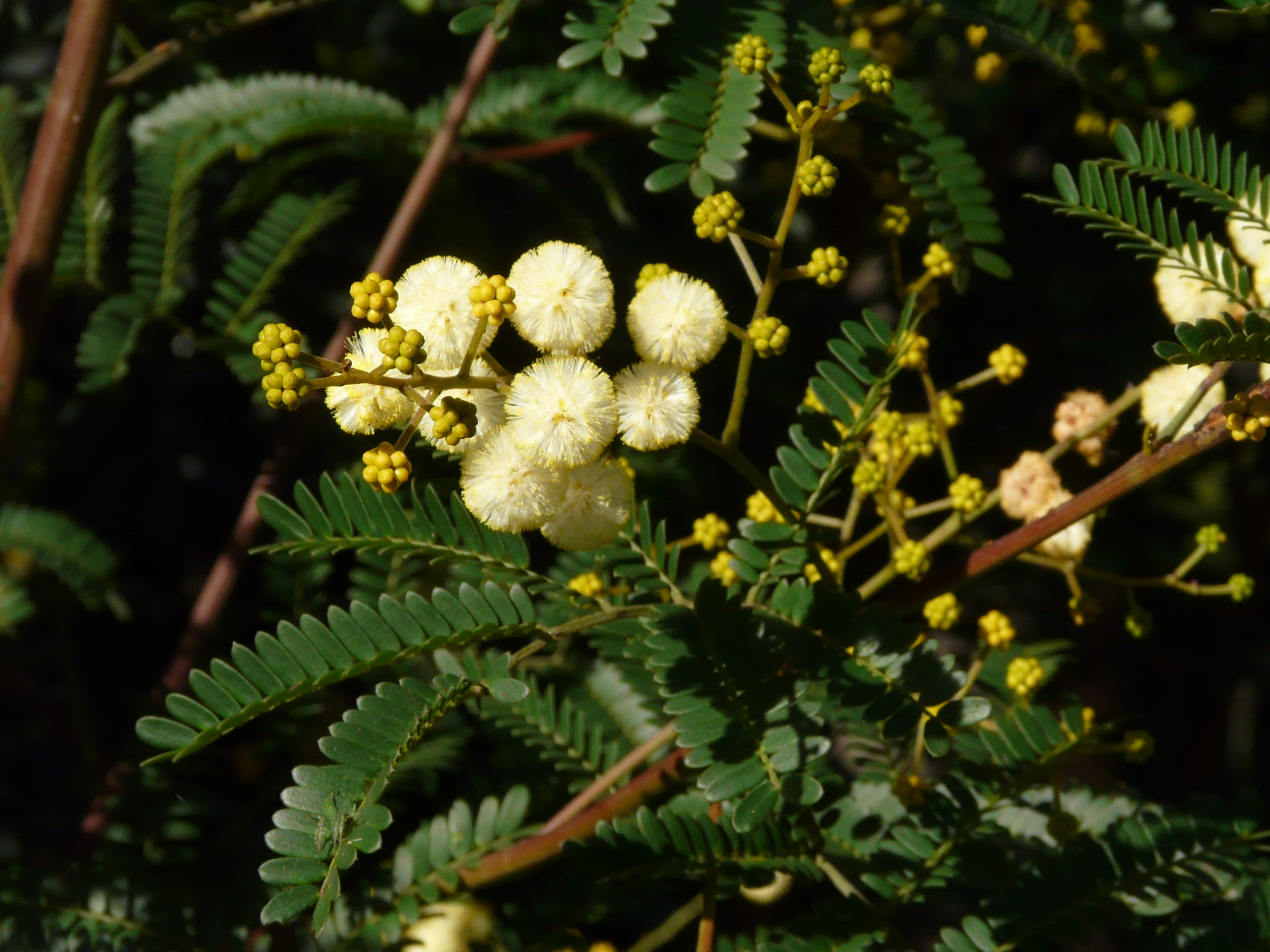
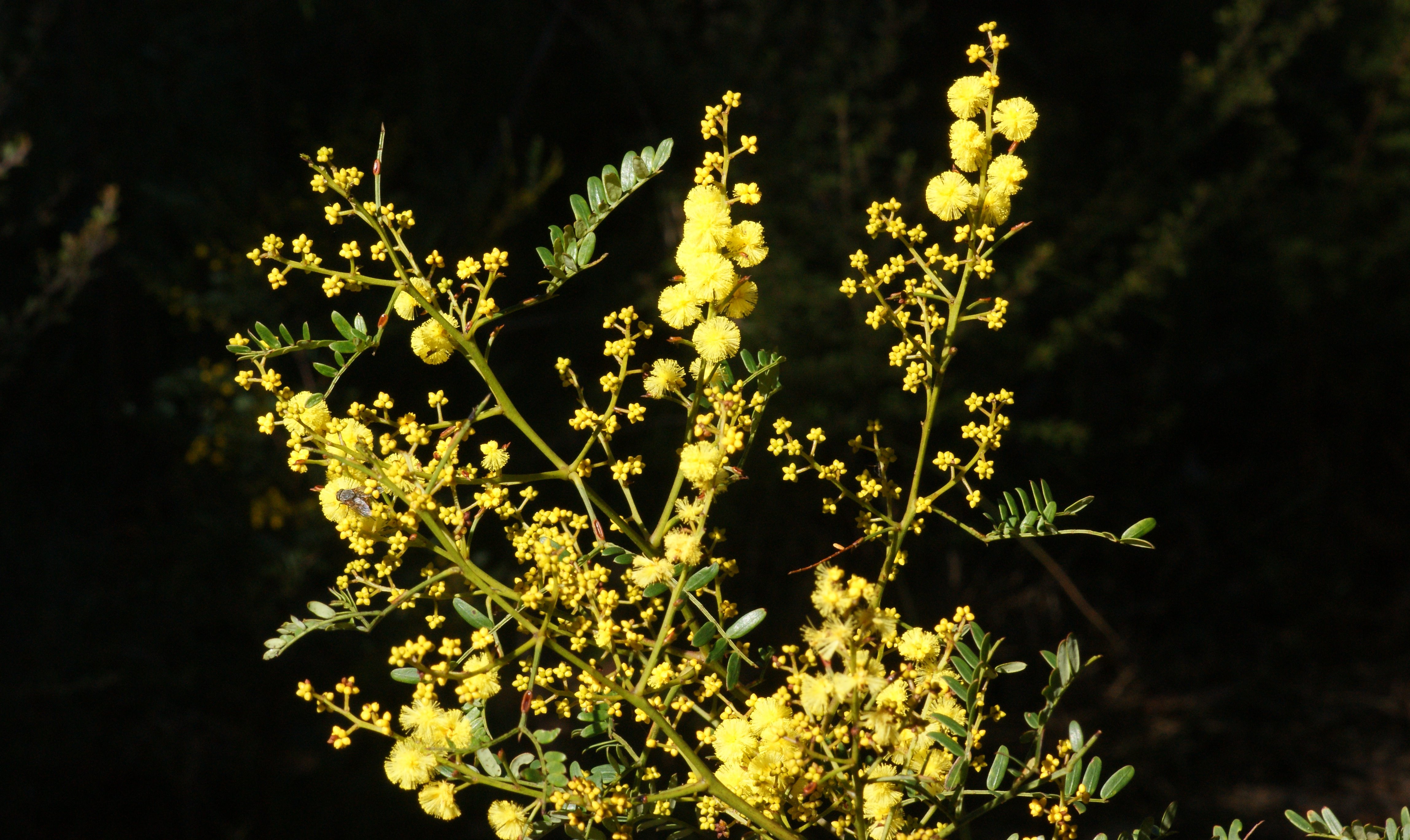
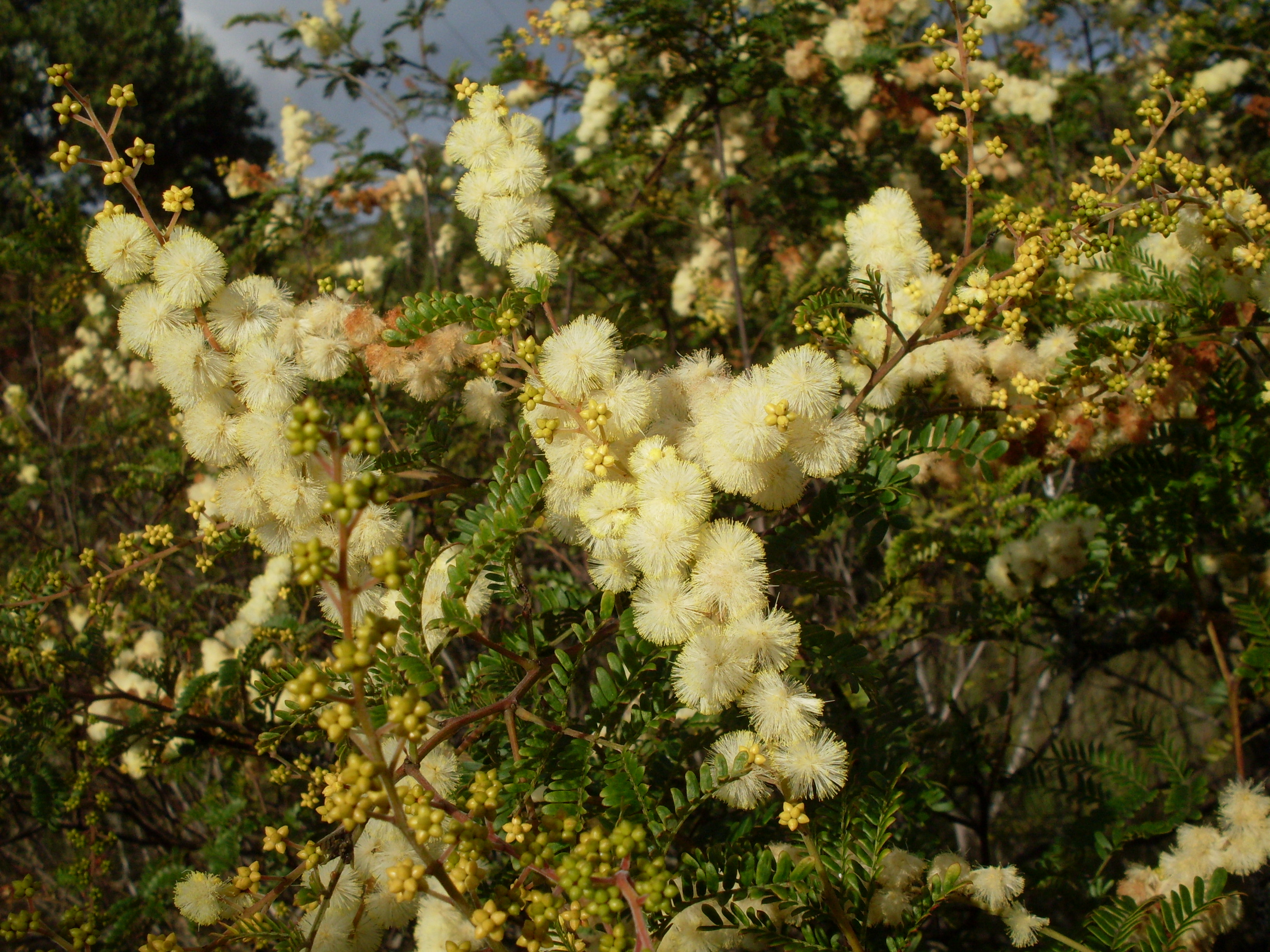
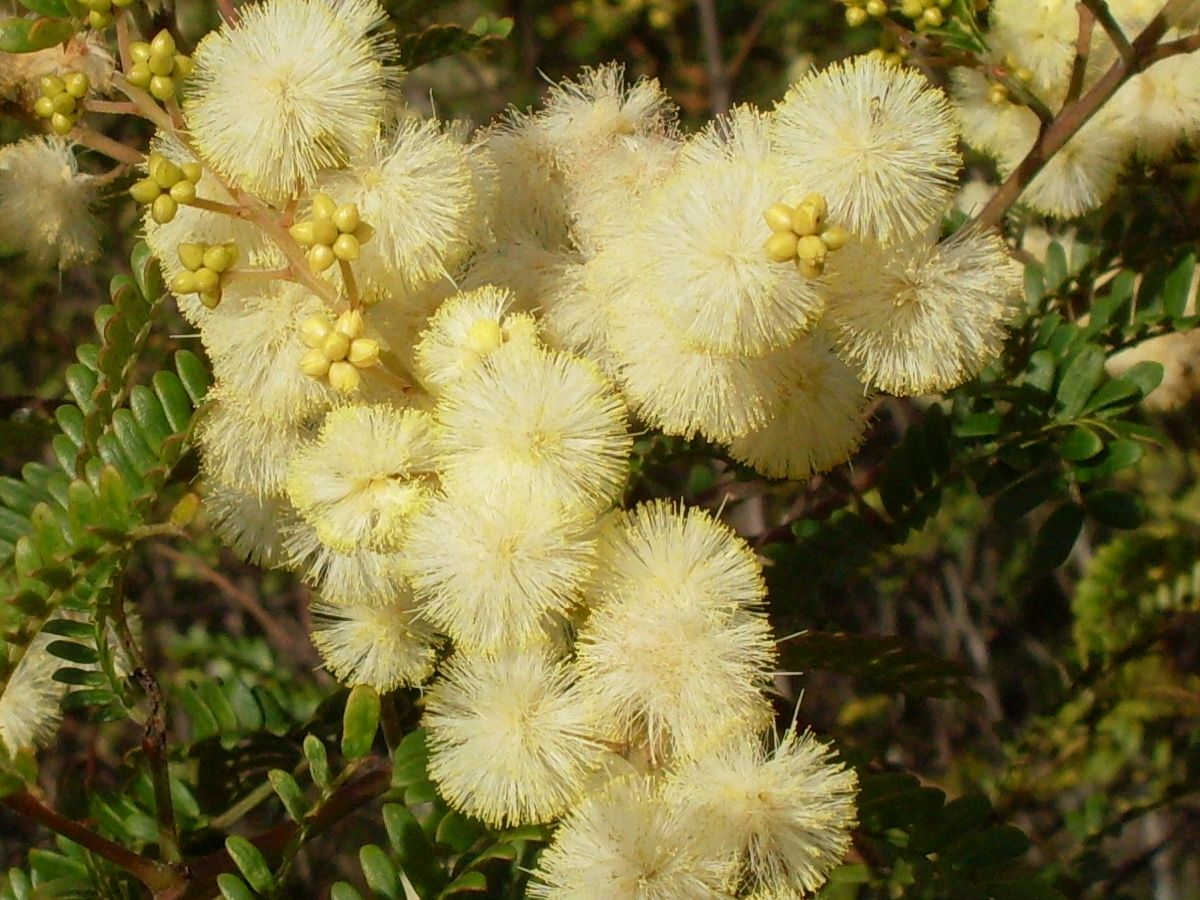
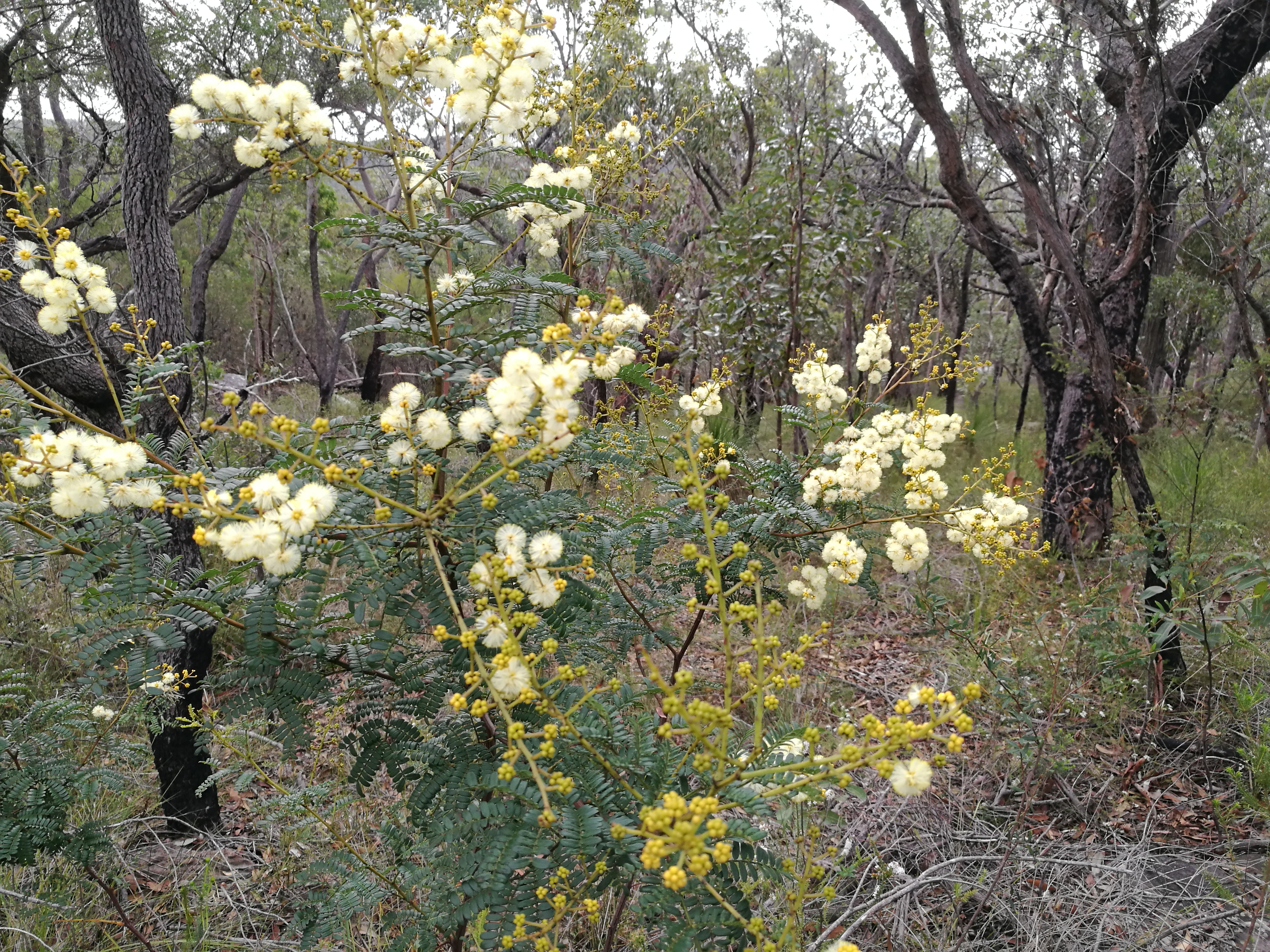
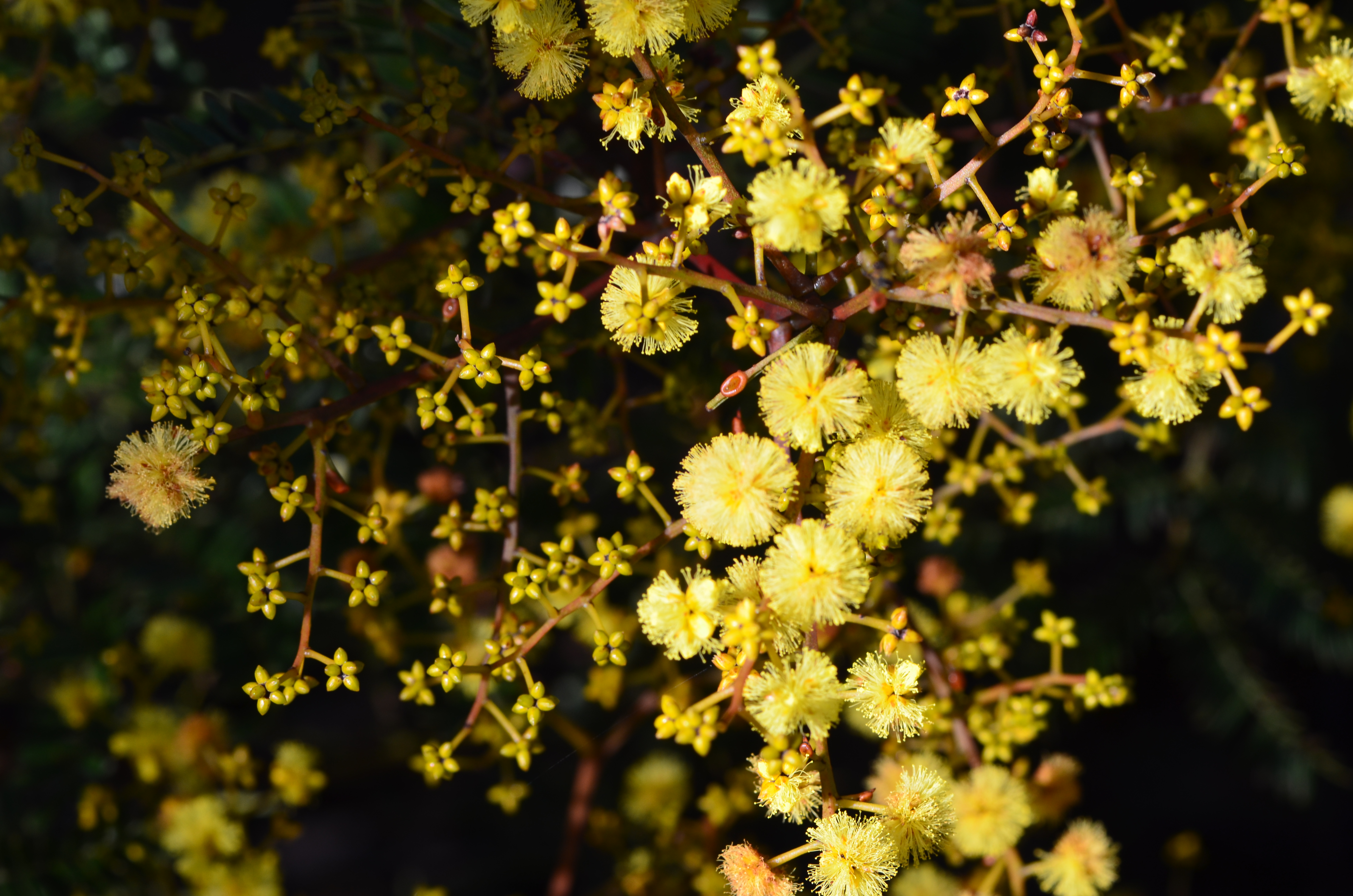